# Nakamura Chise
Nakamura Chise (中村 知世 Trung Thôn Tri Thế) là một nữ diễn viên và gravure idol Nhật Bản.Cô sinh ngày 11 tháng 9 năm 1986 tại Fukuoka, tỉnh Fukuoka thuộc vùng Kyushu Nhật Bản

## Phim điện ảnh
- Swing Girls (2004)
- OneChanbara (2008)
- Juuken Sentai Gekiranger vs Boukenger (2005)
- GoGo Sentai Boukenger vs Super Sentai (2006)

## Phim truyền hình
- GoGo Sentai Boukenger (2006)
- Mei-chan no Shitsuji (2009)

## Anime
- Dragonaut -The Resonance- (2007)
- Penguin Musume Heart (2008)
- Shikabane Hime (2008)